# 皮加勒区

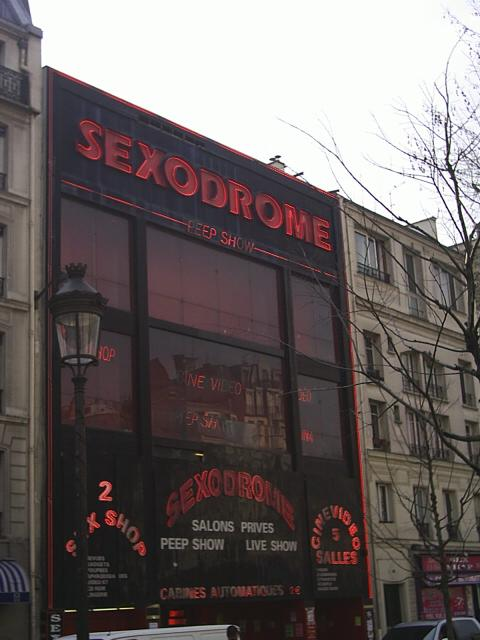
克利希大道上的建筑

皮加勒区（Pigalle）是巴黎环绕皮加勒广场的地区，位于巴黎第九区和巴黎十八区，得名于雕塑家让·巴蒂斯特·皮加勒（Jean-Baptiste Pigalle）。 
皮加勒是一个著名的观光区，皮加勒广场和主要大道上开设许多性商店，妓女们则在横街上营业。这个街粗俗的声誉，使得二战中盟军士兵称之为“猪巷”。Divan du Monde和世界著名的卡巴莱夜总会红磨坊都位于皮加勒区。
皮加勒广场以南是乐器和音乐设备零售店，尤其是流行音乐。杜埃街（rue de Douai）的一段只出售吉他、鼓和乐器配件。 
亨利·德·图卢兹-洛特雷克的工作室在这里。毕加索和梵高等艺术家也曾在这里居住。在附近的Espace Dalí可以看到萨尔瓦多·达利的作品。
这里曾经有大吉尼奥尔剧院，已经在1962年关闭，不过，剧院本身仍然存在。色情博物馆（Musée de l'érotisme）也可以在这里找到。 
对于希望体验“夜巴黎”的游客，皮加勒区是一个著名的旅游点。这个街区一直以来臭名昭著。它拥有巴黎最有名的歌舞表演，例如“红磨坊”，以及裸体秀。
皮加勒区是蒙马特公共巴士的一个终点站，也可以乘地铁到达皮加勒广场。 
1994年电影《皮加勒》和警察喜剧《我的新伙伴》都将故事地点设定在皮加勒。艾迪特·皮雅芙的一个专辑，题为《皮加勒街》。莫里斯·舍瓦利耶写了一首《皮加勒广场》。由美国爵士乐女歌手Madeleine Peyroux的最新专辑《糊口》（Bare Bones，2009年），包含“皮加勒圣母”（Our Lady of Pigalle）。美国流行乐队火花在"Sextown U.S.A."的歌词中提到这个区。阿姆斯特丹的现代吉普赛爵士乐队Pigalle44实际上也是以此区命名。